# Play (英國雜誌)
《Play》是在英國出版的月刊，1995年10月創刊，是英國最早的PlayStation雜誌。

## 外部連結
- （英文） 官方網站（页面存档备份，存于）